# ГЕС-ГАЕС Сін-Наріхаґава
ГЕС-ГАЕС Сін-Наріхаґава (яп. 新成羽川発電所, Шін-Наріхаґава хацуденшьо, Гепберн: Shin Narihagawa hatsudensho) — гідроелектростанція в Японії на острові Хонсю. Знаходячись між ГЕС Сін-Тайсікуґава (11 МВт, вище по течії) та ГЕС Тахара (22 МВт), входить до складу каскаду у сточищі річки Наріва, правої притоки Такахасі (впадає до Внутрішнього Японського моря у місті Курасікі).
Верхній резервуар утримує бетонна аркова гребля висотою 103 метра, довжиною 289 метрів та шириною по основі 57 метрів, яка потребувала 430 тис. м3 матеріалу. Вона утримує водосховище з площею поверхні 3,6 км2 та об'ємом 127,5 млн м3 (корисний об'єм 80,5 млн м3), в якому припустиме коливання рівня між позначками 207 та 237 метрів НРМ.
Як нижній резервуар використовують водосховище ГЕС Тахара, створене за допомогою бетонної гравітаційної греблі висотою 41 метр та довжиною 206 метрів, яка потребувала 112 тис. м3 матеріалу. Вона утримує водосховище з площею поверхні 0,4 км2 та об'ємом 7,6 млн м3 (корисний об'єм 5,7 млн м3).
Пригреблевий машинний зал обладнали чотирма турбінами типу Френсіс загальною потужністю 312,5 МВт (номінальна потужність станції рахується як 303 МВт), які використовують напір у 85 метрів та забезпечують виробництво 398 млн кВт-год електроенергії на рік. Три з турбін є оборотними та дозволяють станції виконувати функцію гідроакумулювання.